# Hauptstrasse 382
Die Hauptstrasse 382 ist eine Hauptstrasse in den Schweizer Kantonen Zürich und Zug. Die Strasse beginnt an der Hauptstrasse 4 in Cham und führt zuerst in Richtung Norden. Nach ungefähr 2,5 Kilometer unterquert sie die Autobahn A4 und nach etwa vier Kilometer überquert sie nochmals die A4. Kurz zuvor tritt sie in den Kanton Zürich ein. Danach ist sie die Umfahrung von Knonau. Nach Knonau durchquert die Strasse die Dörfer Mettmenstetten, Affoltern am Albis und Hedingen. Kurz vor Bonstetten führt sie Richtung Autobahneinfahrt Wettswil und an der Westumfahrung vorbei, nach Birmensdorf. Von Birmensdorf führt sie in Richtung Urdorf und Schlieren. Danach endet sie in Zürich.